# Epiblema cretana
Epiblema cretana es una especie de polilla del género Epiblema, familia Tortricidae.
Fue descrita científicamente por Osthelder en 1941.

## Distribución
Se encuentra en Creta.